# Ворониха (приток Яйвы)
Ворониха — река в России, протекает в Александровском районе Пермского края. Устье реки находится в 211 км по правому берегу реки Яйва. Длина реки составляет 13 км.
Исток реки на предгорьях Северного Урала в 10 км к северу от деревни Сухая. Река течёт на юг и юго-запад по ненаселённой местности среди холмов, покрытых таёжным лесом. Характер течения — горный. Впадает в Яйву ниже деревни Сухая.

## Данные водного реестра
По данным государственного водного реестра России относится к Камскому бассейновому округу, водохозяйственный участок реки — Кама от города Березники до Камского гидроузла, без реки Косьва (от истока до Широковского гидроузла), Чусовая и Сылва, речной подбассейн реки — бассейны притоков Камы до впадения Белой. Речной бассейн реки — Кама.
Код объекта в государственном водном реестре — 10010100912111100007130.